# Lijst van aanwezigen tijdens de Poznańtoespraken
Dit is een lijst van aanwezigen tijdens de Poznańtoespraken.  
Reichsführer-SS Heinrich Himmler hield deze geheime Poznańtoespraken op 4 en 6 oktober 1943 in het stadhuis van Poznań in het door nazi-Duitsland bezette Polen. Er waren aanwezig: 33 SS-Obergruppenführer, 51 SS-Gruppenführer en 8 SS-Brigadeführer.
Voor september 1943 waren alle gouwleiders, rijksleiders, Artur Axmann, Albert Speer, Alfred Rosenberg en het Partijkanselarij van de NSDAP bij een van de toespraken geweest.

## Toespraak van 4 oktober 1943

### SS-Obergruppenführer
| Naam                          | Obergruppenführer                                               | Opmerking |
| ----------------------------- | --------------------------------------------------------------- | --------- |
| Friedrich Alpers              | SS-Obergruppenführer                                            |           |
| Erich von dem Bach-Zelewski   | SS-Obergruppenführer en generaal in de politie                  |           |
| Herbert Backe                 | SS-Obergruppenführer en minister van Voeding en van Landbouw    |           |
| Gottlob Berger                | SS-Obergruppenführer en generaal in de Waffen-SS                |           |
| Theodor Berkelmann            | SS-Obergruppenführer en generaal in de politie                  |           |
| Ernst Wilhelm Bohle           | SS-Obergruppenführer en staatssecretaris in Auswärtigen Amt     |           |
| Karl Hermann Frank            | SS-Obergruppenführer en generaal in de Waffen-SS en de politie  |           |
| Arthur Greiser                | SS-Obergruppenführer                                            |           |
| August Heißmeyer              | SS-Obergruppenführer                                            |           |
| Richard Hildebrandt           | SS-Obergruppenführer en generaal in de politie                  |           |
| Otto Hofmann                  | SS-Obergruppenführer en generaal in de politie                  |           |
| Friedrich Jeckeln             | SS-Obergruppenführer en generaal in de politie                  |           |
| Hans Jüttner                  | SS-Obergruppenführer en generaal in de Waffen-SS                |           |
| Wilhelm Keppler               | SS-Obergruppenführer en Staatssecretaris z.b.V./Auswärtigen Amt |           |
| Wilhelm Koppe                 | SS-Obergruppenführer en generaal in de politie                  |           |
| Paul Körner                   | SS-Obergruppenführer                                            |           |
| Dietrich Klagges              | SS-Obergruppenführer                                            |           |
| Werner Lorenz                 | SS-Obergruppenführer en generaal in de politie                  |           |
| Benno Martin                  | SS-Obergruppenführer en generaal in de Waffen-SS en de politie  |           |
| Emil Mazuw                    | SS-Obergruppenführer en generaal in de politie                  |           |
| Günther Pancke                | SS-Obergruppenführer in de politie                              |           |
| Artur Phleps                  | SS-Obergruppenführer in de Waffen-SS                            |           |
| Oswald Pohl                   | SS-Obergruppenführer en generaal in de Waffen-SS                |           |
| Hans-Adolf Prützmann          | SS-Obergruppenführer en generaal in de Waffen-SS en de politie  |           |
| Rudolf Querner                | SS-Obergruppenführer en generaal in de politie                  |           |
| Hanns Albin Rauter            | SS-Obergruppenführer en generaal in de politie                  |           |
| Wilhelm Rediess               | SS-Obergruppenführer in de politie                              |           |
| Wilhelm Reinhard              | SS-Obergruppenführer                                            |           |
| Ernst Sachs                   | SS-Obergruppenführer en generaal in de Waffen-SS                |           |
| Ernst-Heinrich Schmauser      | SS-Obergruppenführer in de politie                              |           |
| Walter Schmitt                | SS-Obergruppenführer en generaal in de Waffen-SS                |           |
| Felix Steiner                 | SS-Obergruppenführer en generaal in de Waffen-SS                |           |
| Siegfried Taubert             | SS-Obergruppenführer en generaal in de Waffen-SS                |           |
| Josias zu Waldeck und Pyrmont | SS-Obergruppenführer in de politie                              |           |
| Udo von Woyrsch               | SS-Obergruppenführer en generaal in de politie                  |           |
| Alfred Wünnenberg             | SS-Obergruppenführer en generaal in de Waffen-SS en de politie  |           |

### SS-Gruppenführer
| Naam                             | Gruppenführer                                             | Opmerking |
| -------------------------------- | --------------------------------------------------------- | --------- |
| Albert von Beckh                 | SS-Gruppenführer                                          |           |
| Georg-Henning von Bassewitz-Behr | SS-Gruppenführer en Generalleutnant in de politie         |           |
| Werner Bracht                    | SS-Gruppenführer en Generalleutnant in de politie         |           |
| Franz Breithaupt                 | SS-Gruppenführer en Generalleutnant in de Waffen-SS       |           |
| Leonardo Conti                   | SS Gruppenführer                                          |           |
| Karl Demelhuber                  | SS-Gruppenführer en Generalleutnant in de Waffen-SS       |           |
| Adolf von Bomhard                | SS-Gruppenführer en Generalleutnant in de Ordnungspolizei |           |
| Werner von Bracht                | SS-Gruppenführer                                          |           |
| Alfred Freyberg                  | SS-Gruppenführer                                          |           |
| Karl Gebhardt                    | SS-Gruppenführer                                          |           |
| Karl Genzken                     | SS-Gruppenführer en Generalleutnant in de Waffen-SS       |           |
| Ernst-Robert Grawitz             | SS-Gruppenführer                                          |           |
| Karl Gutenberger                 | SS-Gruppenführer en Generalleutnant in de politie         |           |
| Karl Hanke                       | SS-Gruppenführer                                          |           |
| Paul Hennicke                    | SS-Gruppenführer en Generalleutnant in de politie         |           |
| Maximilian von Herff             | SS-Gruppenführer en Generalleutnant in de Waffen-SS       |           |
| Erich Hilgenfeldt                | SS-Gruppenführer                                          |           |
| Hans Hinkel                      | SS-Gruppenführer                                          |           |
| Hermann Höfle                    | SS-Gruppenführer en Generalleutnant in de politie         |           |
| Emil Höring                      | SS-Gruppenführer en Generalleutnant in de politie         |           |
| Hanns Johst                      | SS-Gruppenführer                                          |           |
| Heinrich Jürs                    | SS-Gruppenführer en Generalleutnant in de politie         |           |
| Konstantin Kammerhofer           | SS-Gruppenführer en Generalleutnant in de politie         |           |
| Fritz Katzmann                   | SS-Gruppenführer en Generalleutnant in de Waffen-SS       |           |
| Kurt Kaul                        | SS-Gruppenführer en Generalleutnant in de politie         |           |
| Georg Keppler                    | SS-Gruppenführer en Generalleutnant in de Waffen-SS       |           |
| Matthias Kleinheisterkamp        | SS-Gruppenführer en Generalleutnant in de Waffen-SS       |           |
| Kurt Knoblauch                   | SS-Gruppenführer en Generalleutnant in de Waffen-SS       |           |
| Hans Georg von Mackensen         | SS-Gruppenführer                                          |           |
| Benno Martin                     | SS-Gruppenführer en Generalleutnant in de politie         |           |
| Wilhelm Meinberg                 | SS-Gruppenführer                                          |           |
| August Meyszner                  | SS-Gruppenführer en Generalleutnant in de politie         |           |
| Heinrich Müller                  | SS-Gruppenführer en Generalleutnant in de politie         |           |
| Arthur Nebe                      | SS-Gruppenführer en Generalleutnant in de politie         |           |
| Karl Oberg                       | SS-Gruppenführer en Generalleutnant in de politie         |           |
| Günther Pancke                   | SS-Gruppenführer en Generalleutnant in de politie         |           |
| Leo Petri                        | SS-Gruppenführer en Generalleutnant in de Waffen-SS       |           |
| Karl Pfeffer-Wildenbruch         | SS-Gruppenführer en Generalleutnant in de Waffen-SS       |           |
| Ernst von Radowitz               | SS-Gruppenführer                                          |           |
| Erwin Rösener                    | SS-Gruppenführer en Generalleutnant in de politie         |           |
| Fritz Schlessmann                | SS-Gruppenführer                                          |           |
| Max Schneller                    | SS-Gruppenführer                                          |           |
| Walter Schultze                  | SS-Gruppenführer                                          |           |
| Oskar Schwerk                    | SS-Gruppenführer                                          |           |
| Wilhelm Stuckart                 | SS-Gruppenführer                                          |           |
| Jakob Sporrenberg                | SS-Gruppenführer en Generalleutnant in de politie         |           |
| Max Thomas                       | SS-Gruppenführer en Generalleutnant in de politie         |           |
| Richard Wendler                  | SS-Gruppenführer                                          |           |
| Werner Willikens                 | SS-Gruppenführer                                          |           |
| Otto Winkelmann                  | SS-Gruppenführer en Generalleutnant in de politie         |           |

### SS-Brigadeführer
| Naam              | Brigadeführer                                    | Opmerking |
| ----------------- | ------------------------------------------------ | --------- |
| Lothar Debes      | SS-Brigadeführer en Generalmajor in de Waffen-SS |           |
| Richard Jungclaus | SS-Brigadeführer en Generalmajor in de politie   |           |
| Richard Glücks    | SS-Brigadeführer                                 |           |
| Hermann Haertel   | SS-Brigadeführer en Generalmajor in de Waffen-SS |           |
| Hans Kammler      | SS-Brigadeführer en Generalmajor in de Waffen-SS |           |
| Georg Lörner      | SS-Brigadeführer en Generalmajor in de Waffen-SS |           |
| Walter Schimana   | SS-Brigadeführer en Generalmajor in de Waffen-SS |           |
| George Ebrecht    | SS-Brigadeführer en Generalmajor in de politie   |           |
| Wilhelm Meinberg  | SS-Brigadeführer                                 |           |

## Toespraak van 6 oktober 1943

### Overige leiders
| Naam                           | Functie                                               | Opmerking                                                      |
| ------------------------------ | ----------------------------------------------------- | -------------------------------------------------------------- |
| Albert Speer                   | Minister van Bewapening en Munitie                    | Volgens eigen verklaring niet aanwezig. Bronnen vermelden wel. |
| Artur Axmann                   | Rijksjeugdleider Hitlerjugend                         |                                                                |
| Joseph Goebbels                | Rijksminister van Volksvoorlichting en Propaganda     |                                                                |
| Karl Dönitz                    | Grootadmiraal en opperbevelhebber van de Kriegsmarine | Spreker                                                        |
| Erhard Milch                   | Generaal-veldmaarschalk in de Luftwaffe               | Spreker                                                        |
| Industriële (4)                |                                                       | Niet nader geïdentificeerd                                     |
| Partijkanselarij van het NSDAP |                                                       | Niet bekend welke leden aanwezig waren.                        |
| Rijksleiders                   |                                                       | Niet nader geïdentificeerd                                     |
| Gouwleiders                    |                                                       | Niet nader geïdentificeerd                                     |

### Afwezig
| Naam                     | Führers                                                                     | Opmerking                           |
| ------------------------ | --------------------------------------------------------------------------- | ----------------------------------- |
| Franz Xaver Schwarz      | SS-Oberst-Gruppenführer in de Allgemeine-SS                                 |                                     |
| Max Amann                | SS-Obergruppenführer                                                        |                                     |
| Martin Bormann           | SS-Obergruppenführer                                                        |                                     |
| Philipp Bouhler          | SS-Obergruppenführer                                                        |                                     |
| Walter Buch              | SS-Obergruppenführer                                                        |                                     |
| Josef Bürckel            | SS-Obergruppenführer                                                        |                                     |
| Otto Dietrich            | SS-Obergruppenführer                                                        |                                     |
| Karl von Eberstein       | SS-Obergruppenführer en generaal in de Politie                              |                                     |
| Joachim Eggeling         | SS-Obergruppenführer en gouwleider                                          |                                     |
| August Eigruber          | SS-Obergruppenführer en gouwleider                                          |                                     |
| Karl Fiehler             | SS-Obergruppenführer en gouwleider                                          |                                     |
| Albert Forster           | SS-Obergruppenführer en gouwleider                                          |                                     |
| Paul Hausser             | SS-Obergruppenführer en generaal in de Waffen-SS                            |                                     |
| Konrad Henlein           | SS-Obergruppenführer en gouwleider                                          |                                     |
| Friedrich Hildebrandt    | SS-Obergruppenführer en gouwleider                                          |                                     |
| Hugo Jury                | SS-Obergruppenführer en gouwleider                                          |                                     |
| Ernst Kaltenbrunner      | SS-Obergruppenführer en generaal in de Politie                              |                                     |
| Karl Kaufmann            | SS-Obergruppenführer en gouwleider                                          |                                     |
| Friedrich-Wilhelm Krüger | SS-Obergruppenführer en generaal in de Politie                              |                                     |
| Hans Heinrich Lammers    | SS-Obergruppenführer                                                        |                                     |
| Wilhelm Murr             | SS-Obergruppenführer en gouwleider                                          |                                     |
| Konstantin von Neurath   | SS-Obergruppenführer en minister zonder portefeuille                        |                                     |
| Friedrich Rainer         | SS-Obergruppenführer                                                        |                                     |
| Joachim von Ribbentrop   | SS-Obergruppenführer en minister van Buitenlandse Zaken                     |                                     |
| Fritz Sauckel            | SS-Obergruppenführer en gouwleider                                          |                                     |
| Julius Schaub            | SS-Obergruppenführer                                                        |                                     |
| Arthur Seyss-Inquart     | SS-Obergruppenführer en rijkscommissaris in de bezette Nederlandse gebieden |                                     |
| Karl Wolff               | SS-Obergruppenführer en generaal in de Waffen-SS                            |                                     |
| Georg Ahrens             | SS-Obergruppenführer                                                        |                                     |
| Werner Best              | SS-Obergruppenführer                                                        |                                     |
| Wilhelm Bittrich         | SS-Gruppenführer en Generalleutnant in de Waffen-SS                         |                                     |
| Albert Fett              | SS-Gruppenführer                                                            |                                     |
| Lothar Fritsch           | SS-Gruppenführer en General der Infanterie                                  |                                     |
| Odilo Globočnik          | SS-Gruppenführer en Generalleutnant in de politie                           |                                     |
| Curt von Gottberg        | SS-Gruppenführer en Generalleutnant in de politie                           |                                     |
| Ulrich Greifelt          | SS-Gruppenführer en Generalleutnant in de politie                           |                                     |
| Hans Haltermann          | SS-Gruppenführer en Generalleutnant in de politie                           |                                     |
| Wilhelm von Holzschuher  | SS-Gruppenführer                                                            |                                     |
| Rudolf Jung              | SS-Gruppenführer                                                            |                                     |
| Jürgen von Kamptz        | SS-Gruppenführer en Generalleutnant in de politie                           |                                     |
| Friedrich Koch           | SS-Gruppenführer en General der Infanterie                                  |                                     |
| Walter Krüger            | SS-Gruppenführer en Generalleutnant in de Waffen-SS                         |                                     |
| Hartmann Lauterbacher    | SS-Gruppenführer en gouwleider                                              |                                     |
| Heinrich von Maur        | SS-Gruppenführer en General der Infanterie                                  |                                     |
| Gustav Adolf Scheel      | SS-Gruppenführer en gouwleider, rijksstadhouder                             |                                     |
| Harald Turner            | SS-Gruppenführer                                                            |                                     |
| Fritz Wächtler           | SS-Gruppenführer en gouwleider                                              |                                     |
| Karl Wahl                | SS-Gruppenführer en gouwleider                                              |                                     |
| Paul Wegener             | SS-Gruppenführer en Gouwleider                                              |                                     |
| Kurt Daluege             | SS-Oberst-Gruppenführer en Generaloberst in de politie                      | Afwezigheid, niet genoemd, was ziek |
| Walther Darré            | SS-Gruppenführer                                                            | Afwezigheid, niet genoemd           |
| Friedrich von der Goltz  | SS-Gruppenführer?                                                           | Afwezigheid, niet genoemd           |
| Wilhelm Grimm            | SS-Gruppenführer en Rijksleider                                             | Afwezigheid, niet genoemd           |
| Georg Jedicke            | SS-Gruppenführer Generalleutnant in de Schutzpolizei                        | Afwezigheid, niet genoemd           |
| Otto Klinger             | SS-Gruppenführer Generalleutnant in de politie                              | Afwezigheid, niet genoemd           |
| Gerret Korsemann         | SS-Gruppenführer en Generalleutnant in de politie                           | Afwezigheid, niet genoemd           |
| Heinrich Lankenau        | SS-Gruppenführer en Generalleutnant in de politie                           | Afwezigheid, niet genoemd           |
| Otto von Oelhafen        | SS-Gruppenführer en Generalleutnant in de politie                           | Afwezigheid, niet genoemd           |
| Hermann Reischle         | SS-Gruppenführer                                                            | Afwezigheid, niet genoemd           |
| Paul Riege               | SS-Gruppenführer                                                            | Afwezigheid, niet genoemd           |
| Alfred Rodenbücher       | SS-Gruppenführer                                                            | Afwezigheid, niet genoemd           |
| Georg Schreyer           | SS-Gruppenführer en Generalleutnant in de politie                           | Afwezigheid, niet genoemd           |
| Otto Schumann            | SS-Gruppenführer en Generalleutnant in de politie                           | Afwezigheid, niet genoemd           |
| Bruno Streckenbach       | SS-Gruppenführer en Generalleutnant in de politie                           | Afwezigheid, niet genoemd           |
| Hans Weinreich           | SS-Gruppenführer en Generalleutnant in de politie                           | Afwezigheid, niet genoemd           |
| Karl Zech                | SS-Gruppenführer                                                            | Afwezigheid, niet genoemd           |